# بحر النجف
بحر النجف هو بحيرة، في غرب مدينة النجف بمحافظة النجف في العراق طوله 15 كيلومتراً، مساحته 425 كيلومتراً مربعاً، منها 203 كيلومترات في قضاء النجف و222 كيلومتراً في قضاء المناذرة، وقد تعرض للجفاف في السنين الأخيرة وتعيش فيه كثير من أنواع الطيور والأسماك كما تحتوي منطقة بحر النجف على كثير من مقالع الرمل ومصانع الطابوق.

## التسمية
أطلقت على بحر النجف تسميات كثيرة منذ بداية نشوئه فقد عرف عند الآراميين باسم (فَرْشا) وتعني بلغتهم (البثقة) وعرف عند اليهود باسم (حاشير) اما في عهد الساسانيين فقد أطلق على بحر النجف اسم (الجوف). وكان يعرف في عهد الاسكندر الأكبر باسم (بحيرة روميه) وباسم (اهوار روميه) وسمته العرب في عصر ما قبل الإسلام بـ (بحر بانقيا) كما ورد ذلك على لسان الشاعر العربي (ميمون بن قيس) إذ قال:

## في التأريخ
وجاء ذكر بحر النجف في مؤلفات المؤرخين العرب القدامى ومن ذلك: (النجف كان على ساحل بحر الملح...)  اما المؤرخ العربي الشهير الطبري فقال: (واقبل المختار حتى انتهى إلى بحر البحيرة يوم الجمعة فاغتسل فيه...) 
اما المؤرخ العربي المسعودي في أكثر من موضع قال: (كان البحر حينئذ في الموضع المعروف اليوم بالنجف وكانت تقوم هناك سفن الصين والهند بنقل البضائع التي ترد إلى ملوك الحيرة..)  اما الكتاب المحدثون فقد اطلقوا عليه مرّة (هور النجف) وأخرى (بحيرة النجف) ومن هؤلاء صاحب كتاب (الاستيطان القبلي) ومنهم من سماه بـ (مستنقعات النجف)

## علاقته ببعض التسميات
وما زال بعض أهل مدينة النجف يتناقل خبراً عن تسمية هذا البحر، بان اسمه (الني) فلما جف على حد زعمهم سمي (الني جف) ولكثرة الاستعمال سقطت الياء تخفيفاً كما هو معروف عند علماء اللغة فصارت (النجف) وهو اسم المدينة التي تحويه، وفي عام 1887 م أخذ بحر النجف بالجفاف بعد ما عمد السلطان العثماني إلى سد منافذه الرئيسة التي تصب فيه بالصخور الكبار فسمي بابي صخير وكان اسمه السابق (الجعارة) لشدة صوت البحر..

## سبب التجفيف

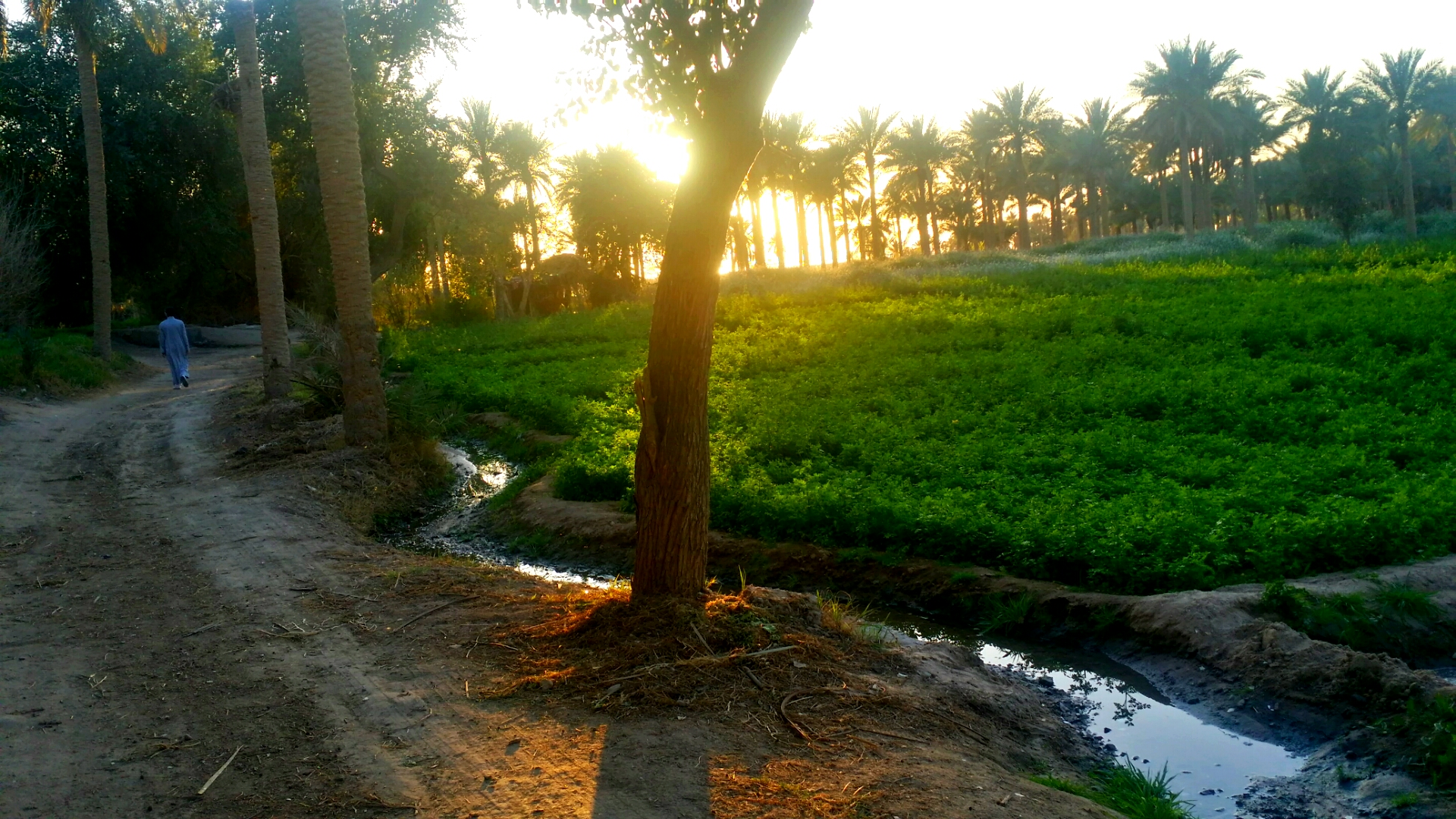
بساتين وأراضي زراعية في بحر النجف

فكرة تجفيف بحر النجف تعود إلى زمن الاسكندر المقدوني الذي حاول تجفيفه لإحياء أراضيه واستثمارها في الإنتاج الزراعي، وذلك عن طريق إنشاء سد بين نهر بابل ومنخفض بحر النجف لمنع وصول مياه الفيضانات إليه ، الا انه أيضا لم يجف بشكل كامل حتى عام 1240 هـ.. اما الآن فتجده بشكل مسطح مائي والاجزاء الجافة مزارع وبساتين نخيل.